# Ли, Умар
Умар Татам Ли (фр. Oumar Tatam Ly; род. 28 ноября 1963, Париж, Франция) — малийский политический деятель, премьер-министр Мали с осени 2013 года по весну следующего года.

## Биография
Умар Татам Ли родился в Париже 28 ноября 1963 года в семье иммигрантов. Его отец известный писатель Ибрагим Ли, мать была послом Мали. Имеет два диплома высшего образования Высшей нормальной школы в Лионе и окончил экономический факультет Парижского университета.
В последнее время Умар Ли работал советником директора Центрального банка западноафриканских стран. Ли совершенно не имеет политического опыта.
Новоизбранный президент Мали Ибрагим Бубакар Кейта 6 сентября 2013 года назначил новым главой правительства Умара Ли.

## Пост премьер-министра
Во второй день работы 7 сентября Ли во главе правительства пришло сообщение из США. Правительство США сняло запрет на оказание двусторонней экономической помощи Мали, введённый в прошлом году в соответствии с национальным законодательством после военного переворота в этой африканской стране. Правительство Мали 8 сентября было полностью сформировано. В его составе оказалось шесть выпускников советских ВУЗов.
В конце октября правительство Мали приняло решение отменить ордеры на арест четверых лидеров группировок повстанцев-туарегов. Этот шаг был предпринят в рамках национального примирения.
5 апреля 2014 года президент Мали Ибрагим Бубакар Кейта подписал указ о прекращении полномочий премьер-министра Умара Татама после того, как получил прошение правительства об отставке. О причинах отставки правительства в полном составе через восемь месяцев после выборов пока не сообщается. Новым премьер-министром назначен бывший министр городского планирования Муса Мара.